# Liste der Mitglieder des Zweiten Vereinigten Landtages der Provinz Sachsen
Diese Liste nennt die Mitglieder des Zweiten Vereinigten Landtages aus der Provinz Sachsen 1848.

## Hintergrund
Formal war der Vereinigte Landtag ein gemeinsames Zusammenkommen der Provinziallandtage Preußens. Entsprechend setzte sich die Gruppe der Abgeordneten aus der Provinz Sachsen so zusammen, wie der Provinziallandtag der Provinz Sachsen.

## Liste der Abgeordneten
| Kurie                                 | Wahlbezirk                                                | Abgeordneter                                           | Anmerkung                                                                       |
| Stand der Prälaten, Grafen und Herren | Dom-Kapitel zu Merseburg                                  | Friedrich von Krosigk                                  |                                                                                 |
| Stand der Prälaten, Grafen und Herren | Dom-Kapitel zu Naumburg                                   | Vollrath von Krosigk                                   |                                                                                 |
| Stand der Prälaten, Grafen und Herren | Virilstimme                                               | Graf Henrich zu Stolberg-Wernigerode                   |                                                                                 |
| Stand der Prälaten, Grafen und Herren | Virilstimme                                               | Josef Christian Ernst Ludwig Graf zu Stolberg-Stolberg |                                                                                 |
| Stand der Prälaten, Grafen und Herren | Virilstimme                                               | Graf August zu Stolberg-Roßla                          |                                                                                 |
| Stand der Prälaten, Grafen und Herren | Besitzer des Amts Walternienburg                          | Herzog Leopold IV. Friedrich von Anhalt-Dessau         | vertreten durch den Grafen Friedrich zu Solms-Rösa                              |
| Stand der Prälaten, Grafen und Herren | Kollektivstimme der Besitzer großer Familienfideikommisse | Ludwig Graf von der Asseburg                           | Vize-Oberjägermeister, Reindorf                                                 |
| Ritterschaft                          |                                                           | Graf Julius von Zech-Burkersroda                       | Landtagsmarschall, Bündorf                                                      |
| Ritterschaft                          |                                                           | Dedo von Krosigk                                       | Erbtruchseß                                                                     |
| Ritterschaft                          |                                                           | Otto von Münchhausen                                   | Landrat aus Cölleda                                                             |
| Ritterschaft                          |                                                           | Garke                                                  | Kreisverordneter                                                                |
| Ritterschaft                          |                                                           | Hans Graf von Helldorff (Wolmirstedt)                  | Kammerherr von Helldorff auf Bebra – Kreis Querfurt                             |
| Ritterschaft                          |                                                           | Heinrich von Helldorff-Bedra                           | Generaldirektor der Land-Feuer-Societät für das Herzogtum Sachsen               |
| Ritterschaft                          |                                                           | Kammerherr Hans Constantin Freiherr von Bodenhausen    | Burgkemnitz                                                                     |
| Ritterschaft                          |                                                           | Moritz von Leipziger                                   | Landrat                                                                         |
| Ritterschaft                          |                                                           | von Stammer                                            | Leutnant a. D. in Camitz                                                        |
| Ritterschaft                          |                                                           | von Wedell                                             | Regierungs- und Forstrat in Magdeburg                                           |
| Ritterschaft                          |                                                           | Ernst von Friesen                                      | Kammerherr Freiherr Ernst von Friesen auf Hammelburg im Mansfelder Gebirgskreis |
| Ritterschaft                          |                                                           | Friedrich Ernst von Hanstein                           | Landrat in Heiligenstadt                                                        |
| Ritterschaft                          |                                                           | von Schierstedt                                        | Kreisdeputierter in Dahlen                                                      |
| Ritterschaft                          |                                                           | Graf August Hippolyt von Gneisenau                     | Major a. D. Sommerschenburg                                                     |
| Ritterschaft                          |                                                           | Graf Alexander von der Asseburg-Neindorf               | Kammerherr zu Neindorf                                                          |
| Ritterschaft                          |                                                           | Gustav von Gustedt                                     | Landrat, Gutsherr auf Dardesheim                                                |
| Ritterschaft                          |                                                           | Graf Moritz von der Schulenburg-Heßler                 | Rittergutsbesitzer zu Vitzenburg                                                |
| Ritterschaft                          |                                                           | Ernst von Bodungen                                     | Rittmeister a. D. zu Heiligenstadt                                              |
| Ritterschaft                          |                                                           | Arthur von Pfannenberg                                 | Landrat                                                                         |
| Ritterschaft                          |                                                           | Gustav von Kleist                                      | Landrat                                                                         |
| Ritterschaft                          |                                                           | Rudolf Johann Heinrich von Byern                       | Rittergutsbesitzer zu Parchen                                                   |
| Ritterschaft                          |                                                           | Bültzingslöwen                                         | Rittergutsbesitzer zu Hainrode                                                  |
| Städte                                |                                                           | Lindner                                                | Magistrats-Assessor und Apotheker, Weissenfels                                  |
| Städte                                |                                                           | Heinrich Schilling                                     | Hüttenbesitzer, Suhl                                                            |
| Städte                                |                                                           | Schier                                                 | Bürgermeister und Justiziar, Freiburg                                           |
| Städte                                |                                                           | Giese                                                  | Kaufmann, Wittenberg                                                            |
| Städte                                |                                                           | Ernst Keferstein                                       | Kaufmann und Fabrikant, Merseburg                                               |
| Städte                                |                                                           | Zeising                                                | Ökonom, Brehna                                                                  |
| Städte                                |                                                           | Karl August Wilhelm Bertram                            | Geheimer Regierungsrat und Oberbürgermeister, Halle                             |
| Städte                                |                                                           | Kersten                                                | Bürgermeister, Hettstedt                                                        |
| Städte                                |                                                           | Karl Theodor Gier                                      | Bürgermeister, Mühlhausen                                                       |
| Städte                                |                                                           | Tölle                                                  | Bürgermeister, Bleicherode                                                      |
| Städte                                |                                                           | Gustav Coqui                                           | Kaufmann, Magdeburg                                                             |
| Städte                                |                                                           | Schneider                                              | Bürgermeister, Schönebeck                                                       |
| Städte                                |                                                           | Schulze                                                | Ziegeleibesitzer, Wanzleben                                                     |
| Städte                                |                                                           | Ludwig Wilhelm Uthemann                                | Kaufmann, Sandau                                                                |
| Städte                                |                                                           | Heyer                                                  | Justiz-Commissarius, Halberstadt                                                |
| Städte                                |                                                           | Gustav Douglas                                         | Bürgermeister, Aschersleben                                                     |
| Städte                                |                                                           | Müller                                                 | Kaufmann, Wegeleben                                                             |
| Städte                                |                                                           | Schwarzbach                                            | Stadtrat, Naumburg                                                              |
| Städte                                |                                                           | Moritz Eckardt                                         | Bürgermeister, Nordhausen (Biografie auf NordhausenWiki)                        |
| Städte                                |                                                           | Weiß                                                   | Kommerzienrat, Langensalza                                                      |
| Städte                                |                                                           | Schacht                                                | Kaufmann, Quedlinburg                                                           |
| Städte                                |                                                           | Kayser                                                 | Kaufmann, Magdeburg                                                             |
| Landgemeinden                         |                                                           | Giesler                                                | Schultheiß, Tröchtelborn                                                        |
| Landgemeinden                         |                                                           | Becker                                                 | Ortsrichter, Pauscha                                                            |
| Landgemeinden                         |                                                           | Schmidt                                                | Ortsschulze, Borgau                                                             |
| Landgemeinden                         |                                                           | Petzold                                                | Gutsbesitzer, Dobian                                                            |
| Landgemeinden                         |                                                           | Eule                                                   | Erblehnrichter, Oehna                                                           |
| Landgemeinden                         |                                                           | Seltmann                                               | Gutsbesitzer, Rodden                                                            |
| Landgemeinden                         |                                                           | Hanisch                                                | Ortsrichter, Arzberg                                                            |
| Landgemeinden                         |                                                           | Dorenberg                                              | Ackergutsbesitzer, Hohnstedt                                                    |
| Landgemeinden                         |                                                           | Vattenroth                                             | Ortsschulze, Klein Bartloff                                                     |
| Landgemeinden                         |                                                           | Lorenz                                                 | Gutsbesitzer, Geismar                                                           |
| Landgemeinden                         |                                                           | Zachau                                                 | Hofbesitzer, Barleben                                                           |
| Landgemeinden                         |                                                           | Mewes                                                  | Ortsschulze, Groß Wulkow                                                        |
| Landgemeinden                         |                                                           | Hartmann                                               | Ortsschulze, Langenstein                                                        |
| Landgemeinden                         |                                                           | Neubauer                                               | Gutsbesitzer, Krosigk                                                           |
| Landgemeinden                         |                                                           | von Schönberg                                          | Gutsbesitzer, Kreipitzsch                                                       |